# ジュエルペット 〜キラキラ魔法の宝石箱〜
『ジュエルペット 〜キラキラ魔法の宝石箱〜』（ジュエルペット キラキラまほうのほうせきばこ）は、セガが開発した日本のトレーディングカードアーケードゲーム。2009年10月27日に開始され、2011年11月に終了した。

## 概要
1990年にセガが発売した落ち物パズル『コラムス』をベースに、サンリオとセガトイズが共同開発したキャラクター・ジュエルペットをデザインしたトレーディングカードの収集要素を組み合わせている。2010年7月より稼動しているサンリオキャラクターを起用したエクサムの競合機種『ハローキティとまほうのエプロン 〜サンリオキャラクター大集合!〜』では本作との兼ね合いにより、ジュエルペットのキャラクターが登場していなかったが、本作の稼動終了を受けて2011年12月の『まほうのエプロン』第6弾以降ではジュエルペットのキャラクターも同作に登場した。

### バージョン
雑誌付録やイベント限定のプロモーションカードは除く。
- 第1弾

全33枚（ノーマル24/レア6/スーパーレア3）
- 第2弾：エアリーマジック☆コレクション

全39枚（レア33/スーパーレア6）‥スーパーレア6枚は1枚スキャンで3キャラクター分に相当。

## ゲームのルール
基本的なルールは『コラムス』に準じている。
開始時にカードが1枚排出され、プレイヤーはカードを受け取った後に手持ちのカードを含めた1〜3枚のカードをスキャンする。毎回ランダムで決定される「ラッキージュエル」と同じタイプのカードをスキャンすると5段階の宝石パワーが高くなり、魔宝石のドロップ確率が高くなる。ジュエルはマジカルレッド（ハート型）・マジカルブルー（しずく型）・マジカルグリーン（六角形）・マジカルブラック（ダイヤモンド型）の4種類あり、縦・横・斜めのいずれかに3個以上並べると消滅する。稀に落ちて来る魔宝石は真下のジュエルと同じタイプの石を画面内から全て消滅させる。
ジュエルが最上段のラインまで積み上がるとゲームオーバーだが、『コラムス』のようなエンドレスタイプではなく、画面右上のゲージ（マジカルジュエル）が満杯になるとステージクリア。成績に応じて次のステージが決定し、ラストステージをクリアするのが目的となっている。1プレイの平均時間は5分。